# HD71605
HD71605 — хімічно пекулярна зоря спектрального класу
A й має видиму зоряну величину в смузі V приблизно  9,3.